# 乔治·P·史密斯
乔治·皮爾森·史密斯（英語：George Pearson Smith，1941年3月10日—），美国化学家，密苏里大学教授，2018年诺贝尔化学奖得主。

## 研究
他以噬菌体展示技术而闻名于世，这种技术将特定蛋白质的遗传密码人工插入到噬菌体的外壳蛋白基因中，使蛋白质显示在噬菌体外部。 史密斯在1985年首次描述了该技术，当时他通过将目标肽融合到丝状噬菌体的基因III上而在丝状噬菌体上展示肽。 他因此项工作获得了2018年诺贝尔化学奖，并与格雷格·温特和弗朗西丝·阿诺德分享了奖项。